# Gélaucourt
Gélaucourt ist eine französische Gemeinde mit 49 Einwohnern (Stand 1. Januar 2022) im Département Meurthe-et-Moselle in der Region Grand Est (bis 2015 Lothringen). Sie gehört zum Arrondissement Toul und zum Kanton Meine au Saintois.

## Geografie
Gélaucourt liegt etwa 26 Kilometer südöstlich von Toul und etwa 30 Kilometer südwestlich von Nancy. Die Nachbargemeinden von Gélaucourt sind Lalœuf im Norden, Nordosten und Osten, Battigny im Süden sowie Favières im Westen.

## Geschichte
Der Ort wurde 1267 erstmals als Velaicort in einem Dokument erwähnt. Im Mittelalter gehörte die Gemeinde zum Gebiet des Herzogtums Lothringen, genauer zur (Bailliage) Vézelise. Mit dieser Herrschaft fiel Gélaucourt 1766 an Frankreich. Bis zur Französischen Revolution lag die Gemeinde im Grand-gouvernement de Lorraine-et-Barrois. Von 1793 bis 1801 war die Gemeinde dem Distrikt Vézelise zugeteilt und Teil des Kantons Vandeléville, danach von 1801 bis 2015 Teil des Kantons Colombey-les-Belles. Mit Ausnahme der Jahre 1926 bis 1943, als sie zum Arrondissement Nancy gehörte, ist Gélaucourt seit 1801 dem Arrondissement Toul zugeordnet. Die Gemeinde lag bis 1871 im alten Département Meurthe.

## Bevölkerungsentwicklung
| Jahr                       | 1962 | 1968 | 1975 | 1982 | 1990 | 1999 | 2006 | 2019 |
| Einwohner                  | 48   | 41   | 29   | 32   | 32   | 45   | 58   | 58   |
| Quelle:n Cassini und INSEE |      |      |      |      |      |      |      |      |

## Sehenswürdigkeiten
- Häuser aus dem 17. und 18. Jahrhundert
- Kalvarienberg Saint-Florentin aus dem 17. Jahrhundert
- im Rathaus befinden sich Holzskulpturen von Saint-Florentin und der Madonna mit dem Kind aus der ehemaligen Kapelle Saint-Florentin
- Biotop/Landschaftsgarten Jardin d’eau de l’Aubepré